# Ли Вели центар за кајак и кану на дивљим водама
Ли Вели кајак/кану центар за дивљоводаше (енгл. Lee Valley White Water Centre) је спортски објекат намењен такмичењима у кајаку и кануу на дивљим водама. Центар је изграђен наменски за потребе Летњих олимпијских игара 2012. године. Свечано је отворен 9. децембра 2012. и тако постао први новосаграђени спортски објекат за ЛОИ 2012. у целости саграђен. Цена пројекта је износила £31 милион.
Центар се налази између градова Волтам Крос (Хартфордшир) и Волтам Аби (Есекс) на удаљености од свега 14 км северно од лондонског Олимпијског парка.
Центар се састоји од 300 метара дугачке стазе за слалом са укупним падом од 5,5 м, уз просечан нагиб од 1,8% уз просечан проток од 13 м³/с. У централном делу се налази мања стаза за загревање дужине 160 метара, са падом од 1,6 м и протоком од 10,5 м³/с. У подножју се налази језеро површине 10.000 м² испуњено водом из подземних извора која се преко пумпи доводи на старт.
За време игара дуж стазе су постављене монтажне трибине капацитета 12.000 места за седење.
Центар ће бити домаћин Светског првенства у кајаку и кануу на дивљим водама 2015. године.